# Esplanade Fléchambault
L'esplanade Fléchambeault est une voie de la commune de Reims, située au sein du département de la Marne, en région Grand Est.

## Situation et accès
L'esplanade Fléchambeault appartient administrativement au Quartier Barbâtre - Saint-Remi - Verrerie.
La voie est piétonne sur toute sa longueur.

## Origine du nom
Elle porte ce nom en relation avec la porte éponyme et le moulin de Frichambaut cité dès 1215.

## Historique
Elle est connue sous ce nom dès le XVe siècle car c'était celui d’une tour des remparts de Reims. Elle fut aussi comme rue du Chastel de Fléchambault au XVIe siècle. Elle est connue comme rue du Faubourg Fléchambault en 1834.
Elle a porté le nom de rue Clovis-Chézel en 1941.
Sous la municipalité Taitinger, le quartier et les maisons de l'ancienne rue Fléchambault, partie d'un quartier ouvrier, lié historiquement au métier à tisser, est rasé pour y construire des immeubles modernes de trois étages avec pour objectif d'attirer à Reims des nouvelles activités et d'en faire un quartier plus attrayant. 

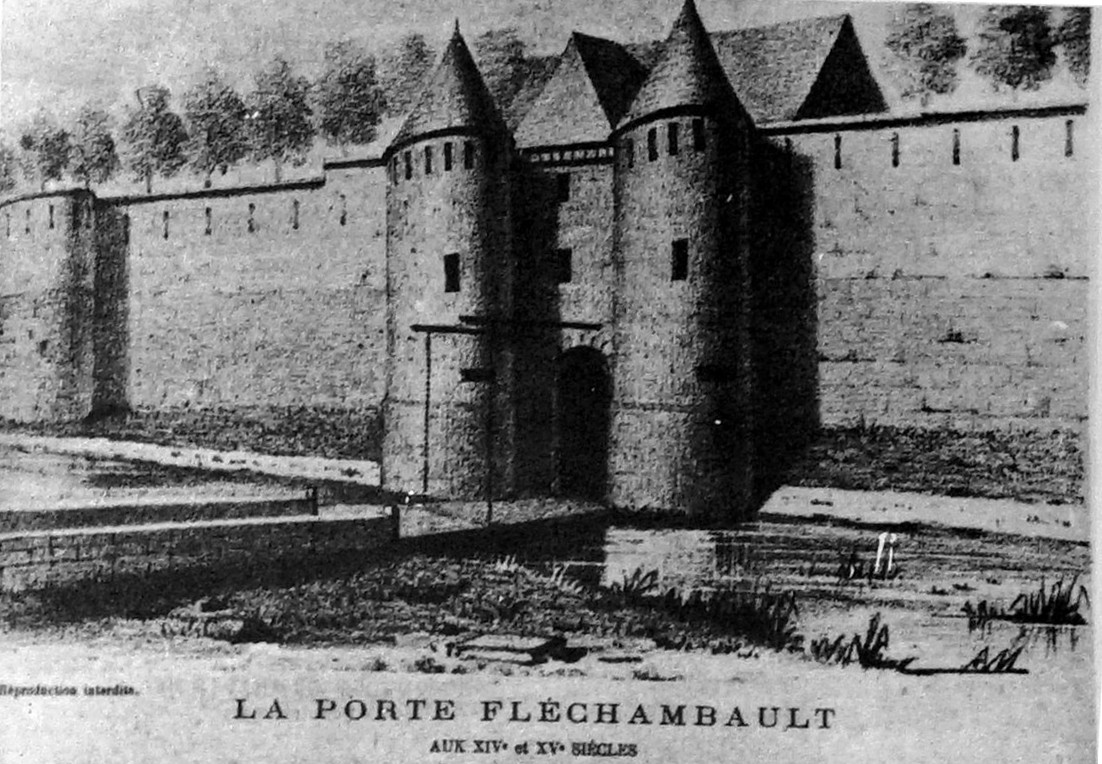
La porte médiévale,
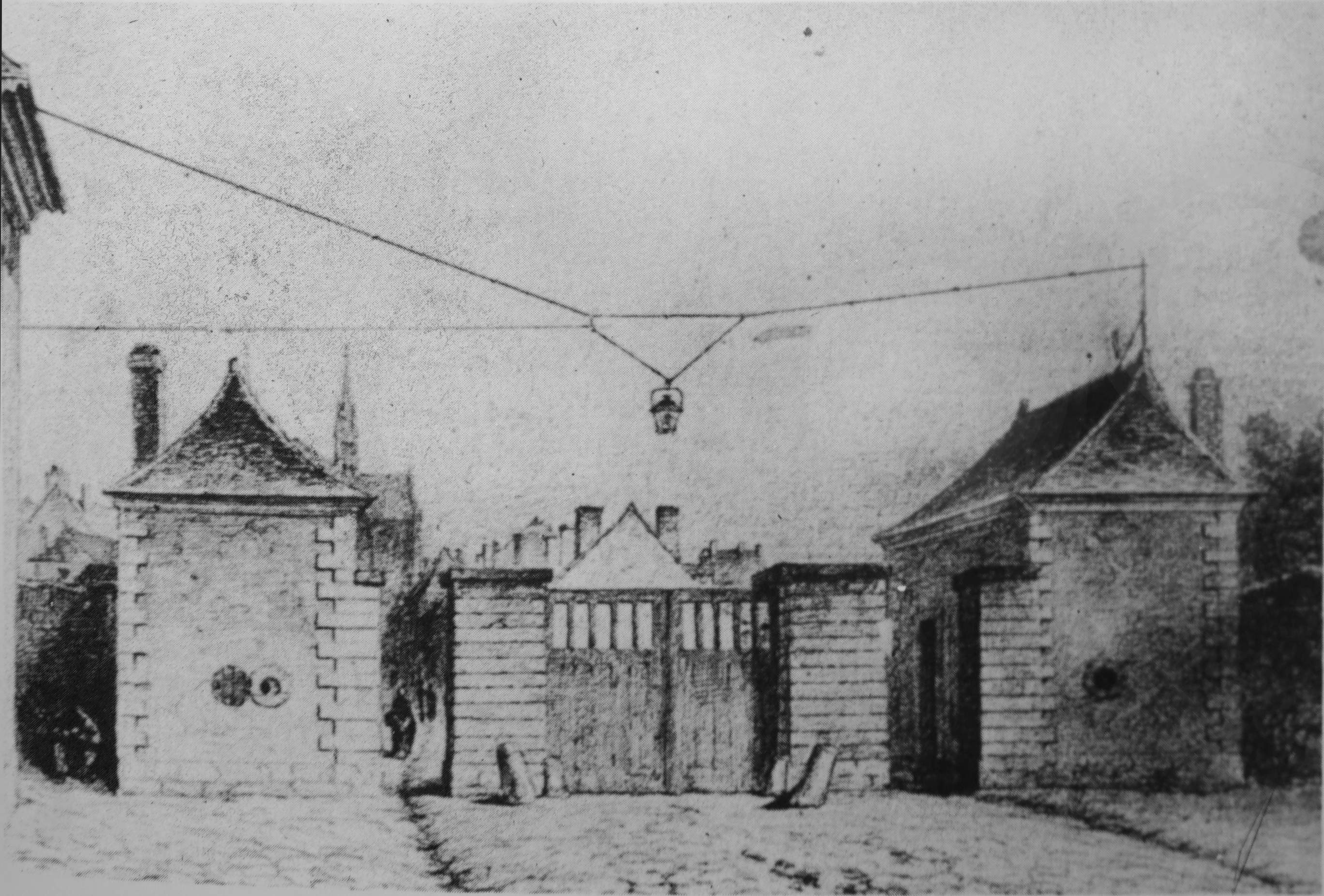
entre 1780 et 1818,
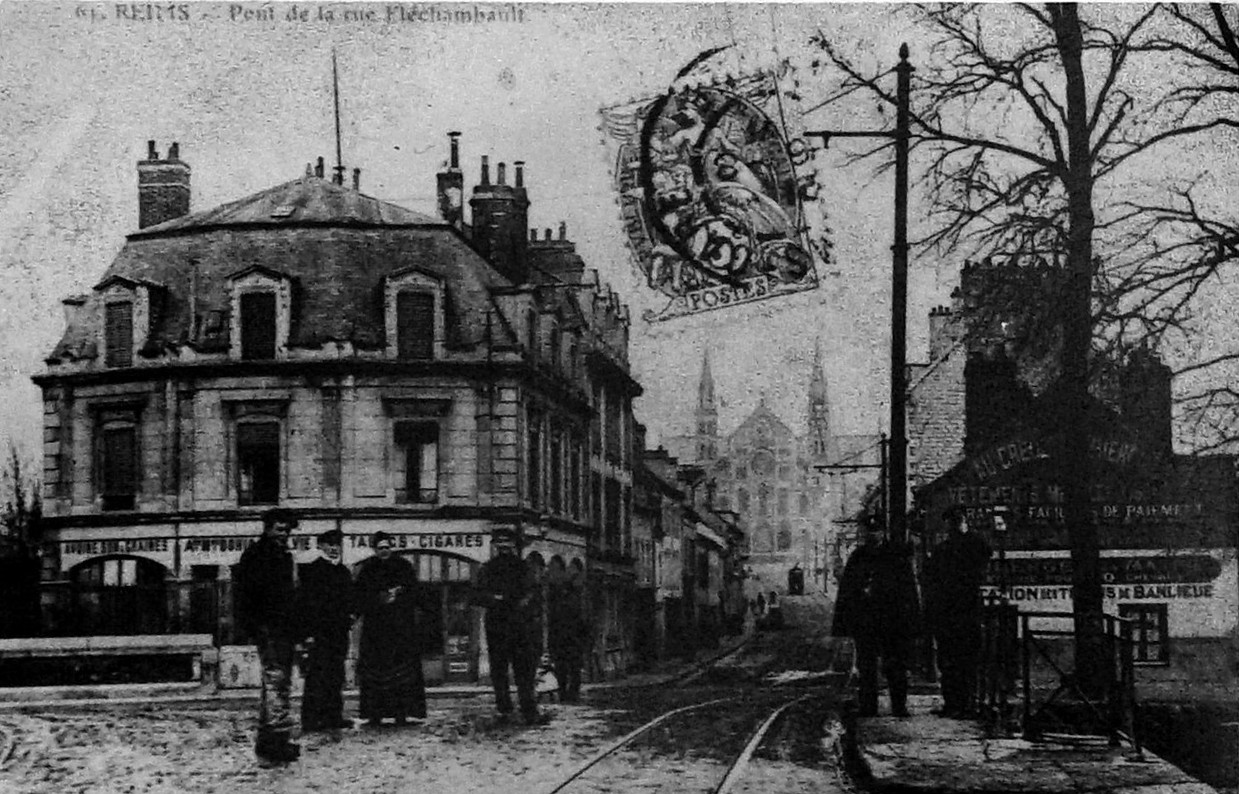
avant sa restructuration au XXe siècle,
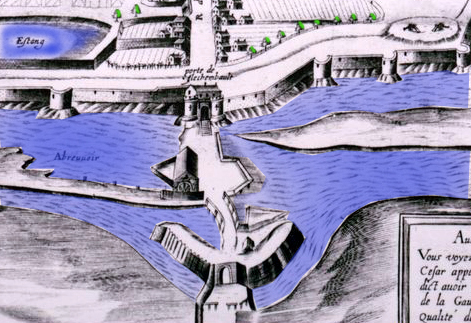
sur le plan Picart de 1618,
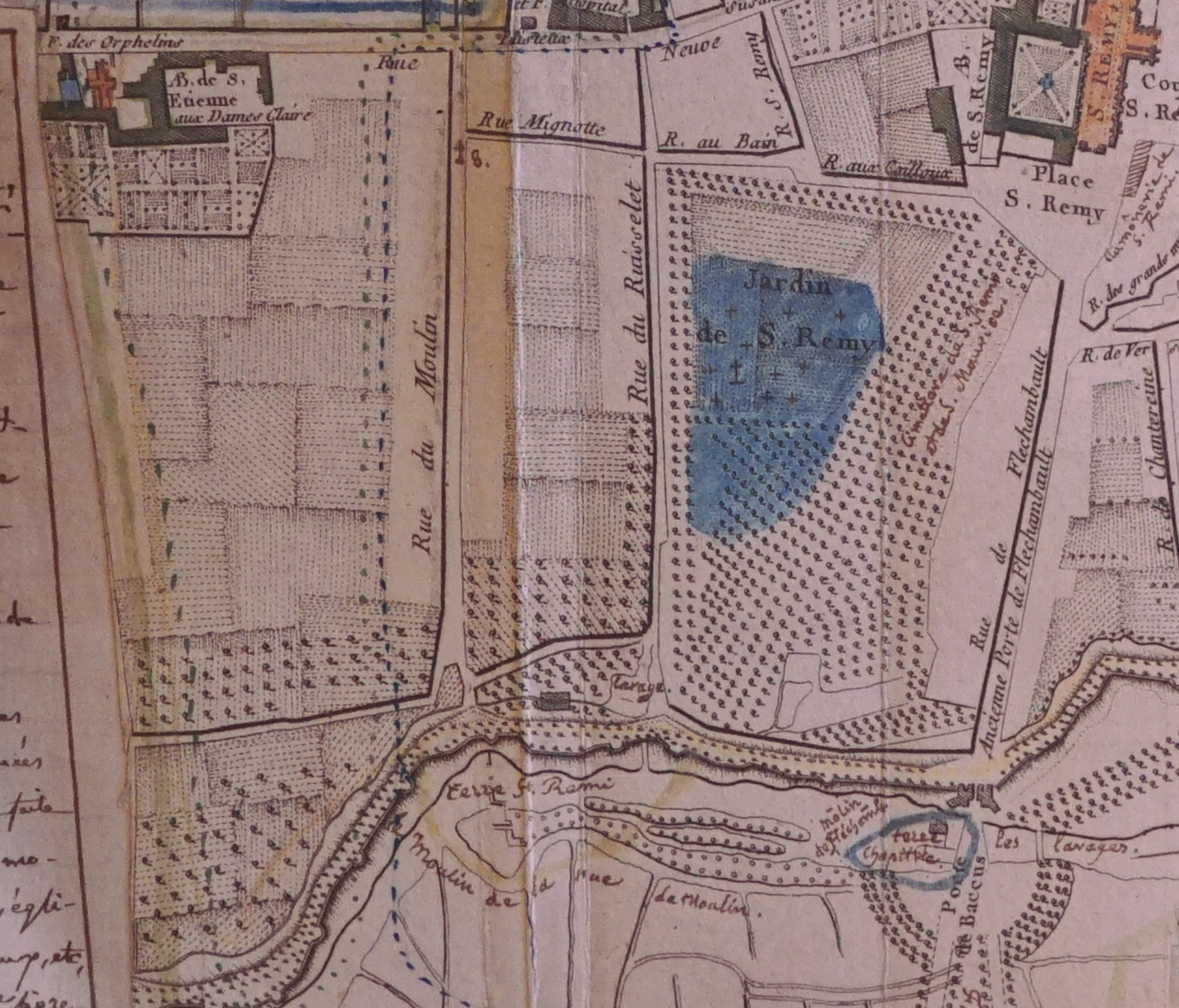
entre l'abbaye et la Vesle au début du XIXe siècle.

## Aménagement architectural et verdissement

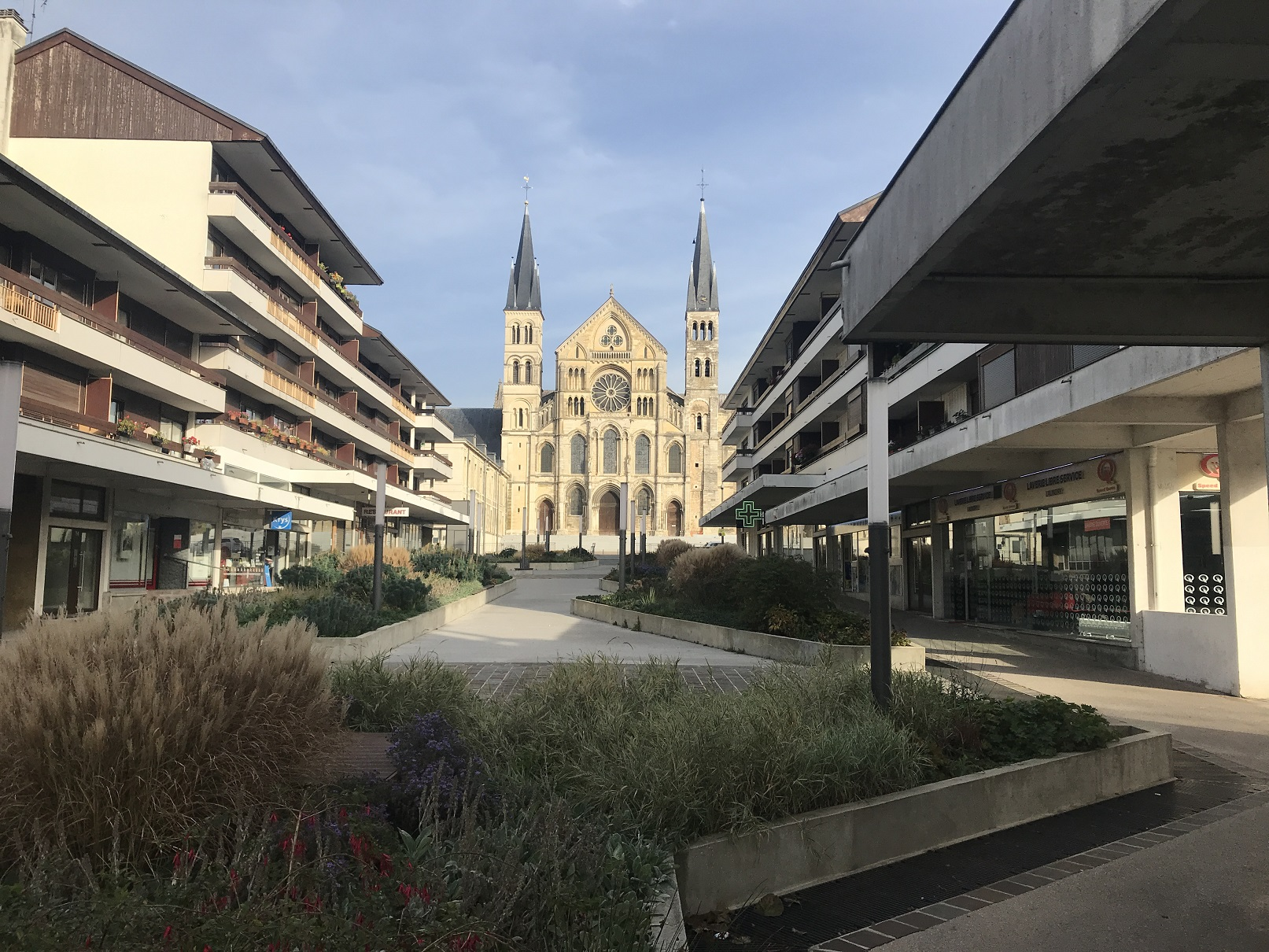
Esplanade Fléchambault 2013

En 2013, l’esplanade a fait l’objet d’une importante rénovation avec une végétalisation. Au lieu d’une ligne droite, un aménagement est réalisé en lignes brisées au milieu de plantations basses. Deux fontaines sont installées du côté de la basilique. Avec ce nouvel aménagement, l’esplanade est conçue, par l’architecte, comme un lien entre la basilique Saint-Rémi et la Vesle avec des cheminements piétonniers évoquant la présence de l’eau et permettant la desserte des commerces de proximité.